# مسقط ناتا
مسقط ناتا هو تمثيل ثنائي الأبعاد للجزيئات الفراغية. وتم تسمية هذا المسقط على اسم العالم جوليو ناتا. في جزيء الهيدروكربون الذي يمثل عموده الفقري الكربون في شكل جزيئي رباعي السطوح, ويكون الشكل المتعرج لسلسلة الكربون في مستوى الورقة وتكون المستبدلات إما مغروسة في الورقة (رابطة كيميائية) ممثلة مثلث مظلل أو خارجة من الورقة (رابطة كيميائية في شكل مخطط). ومسقط ناتا مفيد لوصف الترتيبية في البوليمرات.